# Centrale de mobilité
 (mars 2009).
Une centrale de mobilité est une structure (association, organisme, service public…) dont la fonction est de faciliter la mobilité de ses usagers (les citoyens d'un territoire par exemple). La centrale de mobilité fournit des informations (transports en commun, stationnement des véhicules individuels...). Elle prend des réservations et travaille aussi avec les transporteurs, les entreprises, les administrations, les centres commerciaux… pour améliorer le système de transport local par l'animation et la concertation. Elle recense les initiatives en matière de mobilité, les évalue et tente de les « essaimer » sur d'autres parties du territoire.  

## Des solutions logicielles
Les logiciels de « centrale de mobilité » sont avant tout des outils d'information transport. Ils comprennent presque toujours des fonctions de réservation et parfois des outils plus ou moins avancés pour la gestion proprement dite du système de transport. Mais ces logiciels n'aident à assurer qu'une partie des missions de la centrale de mobilité, et il aurait été plus correct d'appeler ces outils des « logiciels de gestion du transport à la demande » ou des « centrales d'information multimodale »…

## Les centrales de mobilité en France
« Equal NAVETTE »(Archive.org • Wikiwix • Archive.is • Google • Que faire ?) Centrale de mobilité régionale de Basse-Normandie.